# Hemipilia discolor
Hemipilia discolor är en orkidéart som beskrevs av Leonid Vladimirovitj Averjanov och Averyanova. Hemipilia discolor ingår i släktet Hemipilia och familjen orkidéer.
Artens utbredningsområde är Vietnam. Inga underarter finns listade i Catalogue of Life.